# بین آکیشیما
بین آکیشیما (ژاپنی: 浮嶋 敏؛ زادهٔ ۴ سپتامبر ۱۹۶۷) یک بازیکن فوتبال اهل ژاپن است.
بین آکیشیما در تیم‌هایی همچون باشگاه فوتبال شونان بلمار مربی‌گری کرده‌است.